# Persona 2: Eternal Punishment
Persona 2 (ペルソナ2, Perusona Tsū) correspond à deux jeux vidéo de rôle développés par la société japonaise Atlus et édités en deux titres distincts : Innocent Sin (罪, Tsumi) et Eternal Punishment (罰, Batsu). Ils sont sortis respectivement en 1999 et 2000 sur PlayStation, puis portés respectivement sur PlayStation Portable en 2011 et 2012. Les sous-titres sont en japonais des clins d'œil à Crime et Châtiment.

## Trame
Dans la ville fictive de Sumaru, la jeune journaliste Maya Amano est chargée d'enquêter sur la rumeur du Joker, une malédiction permettant d'assassiner la personne que l'on déteste le plus. Cette affaire la mettra sur la piste d'un complot impliquant notamment le Ministre des Affaires Etrangères et un garçon étrangement familier.

## Localisation
Sorti en 2000 sur Playstation au Japon, le jeu a été commercialisé aux Etats-Unis en s'alignant sur les retouches opérées sur le premier Persona pour l'adaptation, notamment en ce qui concerne les noms et prénoms des personnages. Cette version est disponible sur le Playstation Store.
En 2012, le jeu est réédité sur PSP avec une nouvelle interface et un scénario bonus. Cette version n'a pas été commercialisée ni en Amérique du Nord, ni en Europe.

## Accueil
- Famitsu : 32/40 (PS)[1] - 31/40 (PSP)[2]
- GameSpot : 8,5/10 (PS)[3]
- IGN : 8,2/10 (PS)[4]

## Postérité
En 2018, la rédaction du site Den of Geek mentionne le jeu en 27e position d'un top 60 des jeux PlayStation sous-estimés : « Persona 2 est un excellent exemple de ce que cette série de jeux traditionnellement décalés peut offrir. »